# Stadtentstehung
Die Theorien zu der Stadtentstehung liefern theoretische Ansätze für die Entstehung einer Stadt.

## Allgemeines
Es gibt viele solche Ansätze, zum Beispiel von von Below, Ennen, Gierke, Haase, Keutgen, Pirenne, Planitz, Rietschel und Stoob.
Für die Geografie sind die vier Stadtentstehungstheorien von Harold Carter von zentraler Bedeutung.
Eine Stadtentstehung geht meistens nicht auf eine einzige Ursache, sondern auf eine Kombination zurück.

## Hydraulische Theorie
Diese Theorie fußt auf der örtlich begrenzten Verfügbarkeit von Wasser als Grund der Stadtentstehung. Sie wird von Carter auf den Trockenraum des vorderen Orients und den Norden des indischen Subkontinents angewandt.

## Ökonomische Theorie
Markt- und Handelswachstum bilden die Grundlage dieser Stadtentstehungstheorie. Kaufmannssiedlungen sind das typische Beispiel.

## Theologische Theorie
Hier findet die Stadtentstehung um ein räumlich fixiertes Heiligtum statt. Die Hindustädte sind beispielsweise oft Kombinationstypen aus theologischer und hydraulischer Stadtentstehung.

## Militärische Theorie
Hier ist das Schutzbedürfnis der Bevölkerung der Antrieb und eine Schutzgabe (zum Beispiel durch den Bau einer Mauer um die Siedlung) der Stadtentwicklungsanstoß.